# إيكاتيرني تريكوبيس
إيكاتيرني تريكوبيس (بالإنجليزية: Aikaterini Trikoupi)‏ (وباليونانية: Αικατερίνη τερίνηούπη، من مواليد القسطنطينية (إسطنبول)، عام 1800 - والمُتوفاة في 15 يوليو 1871) هي زوجة رئيس وزراء اليونان والمؤرخ سبيريدون تريكوبي. أنجبت إيكاتيرني خاريلاوس تريكوبيس الذي عمل أيضًا كرئيس الوزراء.

## سيرتها الذاتية
وُلدت تريكوبيس في القسطنطينية (إسطنبول) في عام 1800، وهي ابنة الباحث والضابط في مديريات الدانوب، نيكولاس آل مافروكورداتوس (1744–1818) و سمارغاداكراتزا. كان لدى تريكوبيس أخ مقاتل خلال حرب الاستقلال اليونانية من عام 1821 وسياسي لاحق للدولة اليونانية المستقلة، ألكسندروس مافروكورداتوس، وشقيقتان هما إليني وإيففروسيني (زوجة فريدريك إدوارد فون راينك). كما كان عمها هو حاكم هوسبودار من الأفلاق، جون كاردجيا.
عندما بدأت الثورة اليونانية وبدأ العثمانيون باضطهاد اليونانيين في القسطنطينية، تعرض منزلها في أرنافوتكوي للهجوم بينما تم إعدام عمها جورجيوس مافروكورداتوس. أصبحت تريكوبيس خائفة من أن يتم القبض عليها وينتهي بها الأمر وسط حريم العثمانيين كجارية، لذا غادرت منزلها وطلبت اللجوء إلى كاهن إنجليزي ساعدها على الفرار. جاءت تريكوبيس إلى اليونان وبالتحديد إلى نافبليو، حيث اجتمع شملها مرةً أخرى مع شقيقها ألكساندروس.
تزوجت تريكوبيس في 7 يناير 1826 في نافبليو من السياسي سبيريدون تريكوبيس. أنجب الزوجان أربعة أطفال: خاريلاوس أجاليا (1830-1842)، خاريلاوس تريكوبيس(1832-1896)، أوثون (1833-1844) وصوفيا (1838-1916).
عاشت تريكوبيس لسنوات عديدة في الخارج، ولا سيما في لندن، حيث عمل زوجها كسفير؛ ثم استقرت العائلة في وقت لاحق في باتيسيان. تُوفيت تريكوبيس في 15 يوليو 1871 في فيلا تريكوبيس في إيجينا بسبب الغرق، ودُفنت في المقبرة الأولى لأثينا في مقبرة عائلة تريكوبيس.
كانت تريكوبيس تشتهر بمكانتها ولطفها وتعليمها [1] الذي اكتسبته بعد النضوج، بالإضافة إلى الفرنسية التي تعلمتها. يوجد في المتحف التاريخي الوطني من بين المعروضات محفظة خاريلاوس تريكوبيس التي تتضمن صورة لإيكاتيرني.

## السيرة الذاتية
- Sophia Trikoupi, Η Μήτηρ μας - Αικατερίνη Τρικούπη το γένος Νικολάου Μαυροκορδάτου (1800-1871), Βιβλιοθήκη της Βουλής των Ελλήνων, Athens 2012.
- Koula Xiradaki, Φαναριώτισσες, εκδόσεις Φιλιππότη, Athens, 1999.
- Χαρίλαος Τρικούπης - Έκθεση ιστορικών κειμηλίων της οικογένειας Τρικούπη, Hellenic Parliament, Athens, March 2012.